# Josefa Sacko
Josefa Sacko, também conhecida como Josefa Leonel Correia Sacko, é uma engenheira agrónoma, economista e embaixadora angolana. Foi Secretária-Geral da Organização Inter-africana do Café durante 13 anos. Em 2017, foi eleita Comissária para a Agricultura e Economia Rural pela União Africana. Em 2019, foi eleita uma das 100 Pessoas Mais Influentes na Política Climática em 2019 pela Apolitical, uma das 100 Mulheres Africanas Mais Influentes em 2019, pela Avance Media e, também nesse ano, foi distinguida com o Prémio Reconhecimento, pelo Fórum Crans Montana. Em 2020, foi nomeada membro do Comité de Honra do Fórum Crans Montana. Em 2022, foi distinguida pelo Fórum Agro-africano, em Marrocos.

## Percurso
Josefa Sacko, uma agrónoma e economista angolana, foi assessora no Ministério do Ambiente, onde desempenhou o papel de Embaixadora de Boa Vontade para as Alterações Climáticas. De seguida, foi também assessora no Ministério da Agricultura, no pelouro da Agricultura e Desenvolvimento Rural, com o papel de supervisão da Segurança Alimentar, Erradicação da Fome e Redução da Pobreza.
Sacko, por ser multilíngue, foi transferida do Ministério da Agricultura e nomeada directora do Gabinete de Intercâmbio Internacional da ex-Secretaria de Estado do Café, onde começou a participar nas negociações dos acordos comerciais da Organização Mundial do Comércio (OMC) e da Organização Internacional do Café, e onde trabalhou, ao nível da cooperação multilateral, com a União Europeia, com a Organização das Nações Unidas para a Alimentação e a Agricultura (FAO), com a Conferência das Nações Unidas sobre o Comércio e Desenvolvimento (UNCTAD), com a Comunidade de Desenvolvimento da África Austral (SADC), com o Banco Africano de Desenvolvimento, entre outros.
Seguidamente, Sacko foi eleita secretária-geral da Organização Interafricana do Café, uma organização intergovernamental composta por 25 países africanos produtores de café, por nomeação do Governo Angolano, na sua qualidade de país-membro fundador. Durante o seu mandato de 13 anos, advogou pelo empoderamento dos pequenos agricultores, estabeleceu Centros Regionais de Excelência para a Capacitação dos Estados-membros, ao nível da Conservação de Material Genético, Melhoramento da Qualidade do Cafe, na Costa do Marfim, no Uganda, nos Camarões e na Zâmbia.
Em Janeiro de 2017, durante a 28ª cimeira da União Africana, Josefa Sacko foi eleita comissária para a Economia Rural e Agricultura, com o mandato de implementar políticas continentais definidas e adoptadas pelos Chefes de Estado e de Governo de África, de acordo com a Agenda 2063 da União Africana, e com a missão de alinhar as políticas e estratégias continentais a nível regional e nacional.
Sacko também trabalhou ou foi consultora noutras instituições regionais e mundiais, dos quais se destacam a Organização Mundial do Comércio (OMC), o Banco Africano de Desenvolvimento (BAfD), o Banco de Exportação e Exportação Africano (AFREXIMBANK), a Organização das Nações Unidas para a Agricultura e Alimentação (FAO), a Comissão Económica das Nações Unidas para a África (UNECA), e para o programa da União Africana Nova Parceria para o Desenvolvimento de África (NEPAD).
Como parte da sua missão de advocacia pelo empoderamento de género e pelo fortalecimento do papel dos pequenos agricultores em África, Sacko trabalhou com Comunidades Económicas Regionais, tais como a Comunidade de Desenvolvimento da África Austral (SADC), Mercado Comum da África Oriental e Austral (COMESA), Comunidade Económica dos Estados da África Ocidental (ECOWAS) e a Comunidade da África Oriental (EAC).

## Reconhecimentos e Prémios
Em 2019, Sacko foi eleita uma das 100 Pessoas Mais Influentes na Política Climática em 2019 pela Apolitical, uma plataforma internacional de pares que apoia esforços tendentes a influenciar a política climática no mundo, com base em Londres.
No mesmo ano, também figurou da lista inaugural das 100 Mulheres Africanas Mais Influentes em 2019, anunciada pela Avance Media, empresa líder em relações públicas. Esta lista incluiu mulheres oriundas de 35 países, pelos seus trabalhos e realizações servirem de inspiração para a próxima geração de mulheres em África. Entre as mulheres listadas, encontram-se também a Chefe de Estado da Etiópia, Sahle-Work Zewde, a primeira-ministra da Namíbia, Saara Kuugongelwa-Amadhila, a Secretária-Geral Adjunta das Nações Unidas, Amina J. Mohammed, a vice-presidente da Libéria, Jewel Taylor, a ex-Presidente da Libéria, Ellen Johnson, a ex-Presidente interina da República Centro Africana (RCA), Catherine Samba-Panza, bem como as jovens activistas Aya Chebbi, Farida Bemba Nabourema e Ilwad Elman.
Ainda em 2019, Sacko foi distinguida com o Prémio Reconhecimento do Fórum Crans Montana, uma organização não-governamental internacional sediada na Suíça, fundada em 1986, pelo seu papel e dedicação na promoção da agricultura familiar, defendendo a causa da mulher rural. A cerimónia que teve lugar durante o Fórum Crans Montana 2019, de 14 a 16 de Novembro, em Bruxelas, teve como tema A mulher africana, portadora de valores universais, um modelo para a juventude e para o mundo. Josefa Sacko dedicou o prémio a todas as mulheres rurais do continente africano, por garantirem a segurança alimentar, ao produzirem 80 por cento dos alimentos consumidos no continente. Além de Josefa Sacko, foi igualmente distinguida a cabo-verdiana Helena Semedo, actual directora-geral adjunta da Organização das Nações Unidas para a Agricultura e Alimentação (FAO).
Em 2020, Josefa Sacko foi nomeada membro do Comité de Honra do Fórum Crans Montana, também composto por Philippe Douste-Blazy, subsecretário-geral das Nações Unidas, Vaclav Klaus, ex-presidente da República Checa, Peter Medgyessy, ex-Primeiro-Ministro da Hungria, Stefano Manservisi, director-geral de Cooperação e Desenvolvimento Internacional da Comissão Europeia, Petre Roman, ex-primeiro-ministro da Roménia e Cheick Modibo Diarra, ex-Primeiro-Ministro do Mali.
Em 2022, foi distinguida pelo Fórum Agro-africano, em Marrocos, pela dedicação e empenho que demonstrou pela estratégia para a recuperação rápida do sector agrícola, face à COVID-19.